# Wherstead
Wherstead – wieś w Anglii, w hrabstwie Suffolk, w dystrykcie Babergh. Leży 5 km na południe od miasta Ipswich i 105 km na północny wschód od Londynu.